# Le Bel Avenir
Le Bel Avenir est un roman de l'écrivain français René Boylesve, publié en 1905.
Il raconte le destin croisé et opposé de deux jeunes garçons aussi dissemblables que possible et pour qui leurs mères ont rêvé un bel avenir.

## Résumé
Le « bel avenir », c'est celui qu'ambitionnent deux mères de famille pour leurs deux fils uniques faisant leurs études à Paris.
Paul Chef-Boutonne est très travailleur, mais il ne se laisse jamais aller à être lui-même et il est « insupportablement correct » ; malgré ses études très réussies, il n'obtient pas la poste de conseiller d'État que sa mère voulait pour lui et finit par devoir emprunter de l'argent autour de lui. Alexis Dieulafait d'Oudart, au contraire, est sympathique à tous, et surtout à toutes ; si ses études ne sont pas un modèle de réussite, il fait, avec Mlle de Quatrespée, un mariage des plus heureux qui assure l'aisance et même la richesse de sa famille.

## Personnages principaux
- Alexis Dieulafait d'Oudart ;
- Paul Chef-Boutonne.

## Éditions
Le manuscrit original du roman est conservé à la bibliothèque municipale de Tours sous la cote Ms 2299.
- Le Bel Avenir, Calmann-Lévy, 1905, 371 p. (édition originale plusieurs foi réimprimée).
- Le Bel Avenir, Calmann-Lévy, 1931, 253 p..
- Le Bel Avenir, Nabu Press, 2022, 384 p. (ISBN 978-1-2461-8167-8).